# Questprobe featuring The Hulk
Questprobe featuring The Hulk es un videojuego de aventura conversacional desarrollado por Adventure International que involucra el personaje de Marvel Comics, Hulk en una de sus primeras apariciones en videojuegos y es el primer juego de la serie Questprobe.

## Trama
El misterioso Chief Examiner es enviado a la tierra para observar a sus habitantes sobrehumanos y Hulk queda atrapado en una simulación por computadora avanzada. Ahora debe recolectar todas las gemas ocultas en todo el mundo digital para escapar.

## Jugabilidad
El juego comienza con el Dr. Bruce Banner atado de pies y manos a una silla. A partir de aquí, debes descubrir cómo recolectar una serie de gemas utilizando el genio intelecto de Bruce Banner y la gran fuerza de Hulk. El juego está completamente basado en texto, y usted juega ingresando las acciones que desea que realice el Dr. Banner/The Hulk. También hay otras acciones que puede realizar durante el juego, como escribir "i" para comprobar su inventario y escribir "puntuación" para comprobar su puntuación. Hay varias áreas diferentes para explorar, como una gran cúpula, una oficina o un lugar en las nubes. Varios otros personajes de Marvel también hacen cameos, como Dr. Strange y Ant-Man.

## Recepción
Tom Benford para Commodore Power/Play dijo: "Si eres un aficionado experimentado a los juegos de aventuras, "The Hulk" es imprescindible. Si eres nuevo en este tipo de juegos, será un excelente programa de entrada al mundo de los juegos de aventuras".
Brain J. Murphy para inCider dijo "Basado en la diversión que he tenido y la diversión por venir, te recomiendo que eches un vistazo al episodio de Hulk de Questprobe".
Steve Gould para Page 6 dijo "Excelente relación calidad-precio para dos discos y la mejor aventura gráfica que se lanzará para Atari hasta la fecha".
Tony Hetherington de "Computer Gamer" dijo: "Sigo pensando que Hulk es el mejor de los juegos de Questprobe, probablemente porque Hulk tiene poderes simples en el sentido de que es duro y fuerte y todo lo que golpea se mantiene".
Otras reseñas
- TeleMatch - enero de 1985[5]
- Commodore User - agosto de 1985
- Crash! - septiembre de 1984
- Personal Computer Games - julio de 1984